# Globotermometro
Il globotermometro è un termometro a irraggiamento composto da una cavità sferica con normati diametro di 15 cm e spessore di 0.2 mm ricoperta di nerofumo accoppiata ad una termocoppia, la cui misurazione si definisce temperatura operativa. Questo strumento supera in precisione e sensibilità il pirometro, in quanto sfrutta una fascia più ampia dello spettro elettromagnetico. Fu messo a punto da Vernon e Bedford durante la prima guerra mondiale. La temperatura media radiante può essere ricavata conoscendo la temperatura dell'aria e la sua velocità, quindi in accoppiamento con un termoanemometro a bulbo secco:
{\displaystyle \langle T_{r}\rangle =T_{o}+0.24\,{\sqrt {v}}_{a}\,(T_{o}-T_{a})}
La temperatura operativa di bulbo umido risulta invece sperimentalmente una media ponderata della temperatura operante e della temperatura di bulbo umido e di bulbo secco dell'aria:
{\displaystyle \langle T_{o}\rangle \sim \,5\,\langle T_{ou}\rangle -3.5\,T_{au}-0.5\,T_{a}}